# Aleksander Walicki
Aleksander Walicki (ur. 27 stycznia 1826 w Wilnie, zm. 1 czerwca 1893 w Warszawie) – polski publicysta, literat, księgarz, bibliotekarz, purysta językowy.

## Życiorys
Urodził się dnia 27 stycznia 1826 w Wilnie w rodzinie Ferdynanda i Teresy z d. Wysocka. Miał dwoje rodzeństwa – Bronisława i Zofię zamężną Sawicką. W dzieciństwie już widać było jego zdolności muzyczne, jak również wokalne. Kończył szkoły w Słucku i grywał wspólnie ze znanym nauczycielem muzyki, skrzypkiem Ignacym Reutem. Studiował filologię na uniwersytecie w Charkowie oraz grę na skrzypcach.
W 1847 przerwał studia i powrócił na Litwę, na Uniwersytecie Wileńskim uzyskał tytuł magistra filozofii oraz kształcił się wokalnie u J.A. Bonoldiego. Od wczesnego dzieciństwa był przyjacielem S. Moniuszki i w 1873 wydał pierwszą biografię kompozytora.
Podjął pracę jako księgarz u G.A. Gebethnera, a następnie był właścicielem księgarni w Mińsku. Brał udział w powstaniu styczniowym czego konsekwencją była konfiskata domu i zsyłka do Tambowa. Księgarnię przejęła jego siostra Zofia.
Walicki powrócił do kraju w 1867 i osiedlił się w Warszawie. Podjął pracę w Kurierze Warszawskim jako krytyk muzyczny. Publikował również w Kurierze Codziennym oraz w Tygodniku Ilustrowanym. Przez pewien czas mieszkał w Krakowie i był administratorem oraz korektorem w drukarni W.L. Anczyca, jak również filii księgarni Gebethnera w Krakowie.
W latach 1890–1893 był kustoszem biblioteki i archiwum w Nieświeżu.
Zmarł 1 czerwca 1893 w Warszawie.

## Publikacje
- Stanisław Moniuszko biografia kompozytora, Warszawa 1873
- Błędy nasze w mowie i piśmie ku szkodzie języka popełnione oraz prowincjonalizmy, wyd. I Warszawa 1876
- Upominek zecerom od korektora, Warszawa 1886